# 梁繼璋
梁繼璋（英語：Michael Leung Kai Cheung，1956年8月17日—），香港電台節目主持人、唱片騎師、作家，藝名梁小璋，香港電台出身，他亦曾從事廣告、電視台等媒體相關職務。

## 背景

### 早年生活
梁繼璋有一兄一姊，已故兄長是利星行的高級業務經理梁達璋，父親是一名記者。梁早年居住在香港島銅鑼灣波斯富街利舞臺戲院近禮頓道附近的舊樓，後於中學階段因清拆舊居而移居西環山市街一帶，就讀保良局張凝文小學及香港華仁書院（1973年中五）。童年時喜歡獨處，既會撿拾蝸牛，又會踏單車。小學時名列前茅，卻由於香港中學會考的成績僅僅合格，因此未能在原校升讀預科，遂轉到跑馬地香港樹仁學院中學部完成中六預科課程。當時他沒有人生打算，結果聽從朋友建議，報讀香港浸會學院的英文系，主修英國文學及英國語文，副修德文。然而一年後在打點爺爺喪禮時遇到堂弟、正在就讀傳理系的（無綫電視編劇，後為亞洲電視製作部主管）梁建璋，對方推薦他轉讀同一學系。未幾梁繼璋於1975年向黃應士提出轉系要求，終獲取錄，由傳理系一年級讀起，與鄭丹瑞、麥振江、黃杏秀、袁志偉等人成為同學。

### 個人發展
梁繼璋在1979年畢業於香港浸會學院傳理系，副修電視與電台節目製作。在學期間（三年級）到香港電台當實習唱片騎師，於節目《下午旋律》的「框框古怪錄」環節中播音。此前曾在香港商業電台試當播音員和報考1976年至1977年麗的電視第2期藝員訓練班。大專畢業後正式加入香港電台任香港電台第二台《太平山下漫步》節目主持朱培慶的節目助理，負責接通電話、與嘉賓預約及轉介聽眾個案。礙於未能完全應用自己所學的知識，梁繼璋轉職佳藝電視，任助理編導三個月。在不能忍受該崗位的工作辛勞，加上電視台倒閉的情況下，他便於1970年代末回到香港電台任廣播劇編導，演出過廣播劇的小角色。1980年代初才正式放棄永恆唱片公司宣傳部經理工作，第三度得倪秉郎鼓勵及時任香港電台第二台台長吳錫輝安排下留在香港電台任唱片騎師，主持《啱Key啱聽啲》和《One more Two more Arigato》（與區瑞強），兩者皆只啟播了三個月。因為兩個節目的聽眾反應一般，他被調到主持通宵節目《輕談淺唱不夜天》數年。1980年代末與李麗蕊主持《清晨快活人》，聽眾開始改變對梁繼璋的觀感。同期暫代倪秉郎主持星期一至五節目《中文歌集》與另一個節目《中文歌曲龍虎榜》。1990年與倪震、邵國華主持年輕人愛情節目《三個寂寞的心》。在《三個寂寞的心》停播前後，梁為《Yes!》雜誌撰寫專欄。
梁其後主理星期一至五下午時段《青春交響曲》，與李麗蕊、羅啟新等共同主持。又與李敏主持星期六深夜言情節目《一夜情》和主持節目《玩玩星期天》。1992年起主持星期一至五的上午節目《瘋show快活人》（初期與李麗蕊拍擋，直至李轉向電影電視界別發展，主持組合有所改變，邀請了梅小惠、羅君左及朱茵主持節目），與兩位拍擋貴花田、梁思浩成為最受歡迎節目主持人。直至1998年被香港電台派到英國廣播公司進修。
另一方面，梁繼璋亦寫作文章，多是以愛情路線，也有創作過懸疑、鬼怪故事；也參與舞台表演，曾分別和羅啟新、梁思浩、馬小強等合作棟篤笑。梁其中一篇文章〈給孩子的備忘錄〉曾被無綫電視放到節目《情常在》中作分享。後來，梁繼璋參予「公務員自願退休計劃」退休後不久被邀請返回香港電台工作，引來不少是非及爭議。最終，他為息事寧人，不希望騷擾身邊朋友，於2008年1月25日主持最後一次《瘋show快活人》及1月27日主持最後一次《玩玩星期天》後，便決定離開港台，暫別約二十年的港台主持人生涯。同年7月加盟網絡電台香港人網再次夥拍李麗蕊主持節目《瘋騷快活人》。
而自2003年兒子出世後，為了增加家庭收入，梁繼璋於是以兼職電台主持身份，與妻子莊嬿藍開辦製作公司「香港兒童演藝工作坊」及「梁繼璋工作室」，從事有關小朋友的製作。2005年曾投資教育學校「玩學堂」。
2011年10月於香港數碼廣播有限公司（DBC），伙拍李麗蕊主持《數碼快活人》。2011年12月13日，《數碼快活人》更名《開心快活人》。因數碼電台股東爭拗事件導致電台分家為D100，他最後轉去D100繼續主持《開心快活人》。
2014年5月9日，梁繼璋獨自主持另一個名為《一個人 梁繼璋》的綜合節目，至2014年12月24日停播。同年12月29日，他被調回早上時段，夥同呀通及林璐主持《風流快活人》至2015年3月24日。此前在2014年11月8日，他與麥玲玲主持《玲舍不同》至2015年5月20日。及後《風流快活人》在2015年4月5日改名為《快活過神仙》。節目主持改為梁繼璋與茜利妹及新加入的舊拍檔何嘉麗，節目至2016年10月28日為止。梁繼璋於2016年4月17日與馬小強主持D100網台節目（第四季）《蛋散走江湖》（至2016年7月10日）。同年7月15日：獨自主持D100網台節目（第五季）《一個人》。10月31日主持全新全男班節目《D100上綱上線》，節目主持改為梁繼璋、肯尼、阿通、杜浚斌、傑斯、何亨以及譚得志。2018年9月5日，節目加入女主持CoCo。2020年11月16日，節目加入舊拍檔李麗蕊一星期三日主持D100上綱上線節目。現時主要參與網台節目，出席專題講座及發表親子文章。
2021年6月5日，梁繼璋向D100蔡浩樑提出辭職，聲稱有多個工作找上門，未能有時間於D100主持節目，故打算暫時退出《上綱上線》，只會繼續主持網台節目《一個人》，會於6月18日節目結束後離開《上綱上線》，鄭經翰其後亦收到梁繼璋的辭職要求。至於辭職後去向，梁繼璋不願明言，只向蔡浩樑提出「我仲有啲合作暫時未明朗，唔公佈得住，你就當其他娛樂媒體。」鄭經翰見未能挽留，故贈與「天要下雨 何必勉強」給梁繼璋。2021年6月18日，曾志豪和貴花田被香港電台解僱，香港電台宣佈由梁繼璋、李麗蕊、馬小強取代。梁繼璋、李麗蕊相隔13年後、27年後再度重返港台主持「瘋show快活人（復刻版）」，直至2025年6月20日再度退出，7月改為主持網台節目《瘋show同學會》。

## 家庭生活
梁繼璋有兩段婚姻，他在二十七歲首次結婚，但以離婚收場。後來他與年紀較他少二十一年的莊嬿藍（原名莊妙晶）相戀。莊嬿藍曾在1997年當選樹仁學院校花，當過模特兒及新城電台報導員。梁繼璋與莊嬿藍的戀情雖然曾受外間評論及女方家人反對，但仍於1999年7月31日結婚，並育有一子一女。

## 現主持電台節目
網絡電台《瘋show同學會》

## 曾主持電台節目
D100
- 《開心快活人》
- 《一個人 梁繼璋》
- 《風流快活人》
- 《玲舍不同》
- 《快活過神仙》
- 《蛋散走江湖》
- 《一個人》
- 《D100上綱上線》

香港數碼廣播
- 《數碼快活人》
- 《開心快活人》

MyRadio
- 《瘋騷快活人》

香港電台
- 《下午旋律》
- 《啱Key啱聽啲》
- 《One more Two more Arigato》
- 《青春交響曲》
- 《三個寂寞的心》
- 《一個寂寞的心》
- 《一夜情》
- 《天生快活人》
- 《清晨快活人》
- 《一個人梁繼璋》
- 《中文歌集》
- 《瘋show梁繼cat》
- 《輕談淺唱不夜天》
- 《瘋show快活人》（1992-2008、2021-2025）
- 《玩玩星期天》
- 《中文歌曲龍虎榜》
- 《影壇快訊》

## 電視節目主持
- 2012年：《ATV2012感動香港人物推選》（亞洲電視）

## 作品

### 書刊
- 《化骨龍密碼》 梁繼璋、劉繼璋著 ISBN 9621789451
- 《我很醜，但我有把口》 ISBN 962-17-8899-4
- 《一剎那的愛情故事》 ISBN 962178784-X
- 《愛一個人·梁繼璋》 ISBN 962178656-8
- 《殺鬼夜》 ISBN 962-17-8622-3
- 《陰間來的妻子》 ISBN 962178556-1
- 《惹鬼的電台節目》 ISBN 962-17-8522-7
- 《秋天的愛情感覺》 李敏、梁繼璋、周淑屏著 ISBN 9625773169
- 《冬天的愛情感覺》 李敏、梁繼璋、周淑屏著 ISBN 9625773185
- 《春天的愛情感覺》 李敏、梁繼璋、周淑屏著 ISBN 9625772510
- 《授受筆親（貳）》 李敏、梁繼璋、周淑屏、阿圖說力著 ISBN 962577324X
- 《夏天的愛情感覺》 李敏、梁繼璋、周淑屏著 ISBN 9625772812
- 《愛情感覺》  李敏、梁繼璋、周淑屏著 ISBN 9625771158
- 《都市的愛情感覺》 李敏、梁繼璋、周淑屏著 ISBN 9625772294
- 《愛情感覺記事簿》 李敏、梁繼璋、周淑屏著 ISBN 962577209X
- 《愛情感覺NO.4》 李敏、梁繼璋、周淑屏著 ISBN 9625771484
- 《愛情感覺NO.3》 李敏、梁繼璋、周淑屏著 ISBN 9625771395
- 《愛情感覺NO.2》 李敏、梁繼璋、周淑屏著 ISBN 9625771263
- 《孩子口才訓練營》梁繼璋著 世界出版社 2010年7月 ISBN 9789624328288

### 歌曲
- 運財夜（梁繼璋、梁思浩合唱）
- 愛情感覺（梁繼璋、李敏合唱）
- 男人之史（梁繼璋、羅啓新合唱）
- 男人九九（梁繼璋、羅啓新合唱）

## 節目嘉賓
- 1990年：情場智多星（无线电视）
- 2009年：今日VIP（無綫電視）
- 2010年：情常在（無綫電視）
- 2011年：心有靈犀（無綫電視）
- 2011年：霎時感動（無綫電視）
- 2012年：智趣相投 讀闖成功路（無綫電視）
- 2013年：說給孩子（鳳凰網）
- 2022年：金曲复金曲（港台电视31）

## 外部連結
- 梁繼璋的Facebook專頁
- 梁繼璋的Facebook專頁
- 梁繼璋的Instagram帳戶
- 梁繼璋工作室
- 東周刊 - 爸爸公子（页面存档备份，存于）
- 瘋show快活人非官方網頁（页面存档备份，存于）
- 梁繼璋 給孩子的備忘錄（页面存档备份，存于）